# Маршалок поветовый
Марша́лок повето́вый (маршалок земский, маршалок сеймиковый; лат. mareschalus, comitiorum director) — должностное лицо в Великом княжестве Литовском. Должность была создана во время административно-территориальной реформы 1555—1556 годов путём изменения обязанностей и полномочий маршалка господарского.
Маршалок поветовый созывал и возглавлял собрания шляхты повета — сеймики. В главном повете каждого воеводства эти функции выполнял каштелян, поэтому в этих поветах отдельной должности маршалка поветового не было. Во время войны маршалок собирал посполитое рушение повета и передавал его под управление воеводе.
Назначался маршалок поветовый великим князем литовским пожизненно из четырёх кандидатов, отобранных шляхтой на сеймике. Компетенция маршалка поветового была определена сеймовой конституцией 1631 года.